# Robert Gring
Robert Gring, né en 1922 et mort en 1995, est un dessinateur humoristique et illustrateur français.

## Biographie
Robert Gring commence sa carrière comme dessinateur de presse pour le quotidien France-Soir. Il passe la Seconde Guerre mondiale dans un camp de travail.
Après la guerre, il publie ses dessins humoristiques dans l'Almanach Vermot et des magazines hebdomadaires comme Paris Match, Télé 7 Jours et La Vie parisienne. Il collabore aussi à certains magazines pour enfants : le bimensuel Francs Jeux, le trimestriel Ludo et l'hebdomadaire Pif Gadget(rubrique des jeux illustrés). Mais c'est surtout en tant qu'illustrateur des manuels de la méthode d'apprentissage des langues Assimil, qu'il rencontre le succès.
Le journaliste Richard Medioni, rédacteur en chef de Pif Gadget, le décrit comme un « homme réservé, timide, d'une grande intégrité, chérissant son travail par-dessus tout ».

## Source
- (en) Who's Out There, « Robert Gring’s Wits-Sharpening Fun », sur whosouttherecomics.wordpress.com, 27 mars 2020 (consulté le 12 juillet 2021)